# 黄埔精神
黃埔精神即「犧牲、團結、負責」，亦即「犧牲的精神」、「團結的精神」以及「負責的精神」。

## 發源地
位於今日廣州黄埔區的「陸軍軍官學校」（黄埔軍校）舊址，即為黄埔精神之搖籃。
1923年9月，孫中山派蔣中正訪問蘇聯，學習建軍經驗，隔年一月，孫中山命名成立「陸軍軍官學校籌備委員會」， 並於當月28日選定廣州長洲島上的原廣東陸軍學堂和廣東海軍學校的舊址上建立軍校，定名「中國國民黨陸軍軍官學校」，任命蔣中正為校長、廖仲愷先生為黨代表。1924年5月，從1200名考生中正式取錄學生350名，其中五十餘名為共產黨員，成為黃埔第一期正期生。
1946年，定名「中華民國陸軍軍官學校」，象徵軍隊國家化。
1949年中華民國政府播遷台灣後，黃埔軍校陸續到台灣高雄鳳山復校。因此，黄埔精神之傳承並未中斷，黃埔精神也一直是諸多參軍者共同的記憶。

## 形成經過
在文獻中最早提出「黃埔精神」者為黃埔軍校政治教官安體誠。
安體誠於1926年9月23日，在《黃埔日刊》發表「什麼是黃埔精神？」一文，第一次提出「黃埔精神」這個概念。其在文章開端表示：「一個團體，一種組織，只要它能繼續存在而成為一種勢力，必定具有也必定形成一種特殊精神；能使它的正當精神得到充分的發揚與廣大，這種團體必定是能完成其使命而創造出無限之價值的。這團體精神的具有與形成，發揚與廣大，其可能性，當然要受歷史和環境的支配，同時也必然要靠各分子之人為的努力而進展！黃埔中央軍事政治學校它在中國已形成一種勢力，已成為中國革命工作上很有關係的一個組織了。這其中有它的特殊精神存在，已是本校和留意本校的人都能感到而承認的了。它的精神，有以名之，名之曰『黃埔精神』」
同年10月4日，黃埔軍校第四期畢業生典禮上，全體畢業生宣讀的誓詞亦提及「黃埔精神」。誓詞全文為：「不愛錢，不偷生。統一意志，親愛精誠，遵守遺囑，立定腳跟。為主義而奮鬥，為主義而犧牲。繼續先烈生命，發揚黃埔精神。以達國民革命之目的；以求世界革命之完成。」

## 蔣中正闡示
黃埔精神為「犧牲、團結、負責」的精神。要砥勵「不怕苦、不怕難、不怕死」的三不怕精神，「不要錢，不要命，愛國家，爱百姓」的信念，要「為總理、為主義、為革命」而負責、團結與犧牲的精神。
蔣中正在1959年（民國48年）6月16日於鳳山主持陸軍軍官學校35週年校慶，親自做了對「黃埔精神」的闡示。「犧牲精神」的根源，就是「樂死的性質」，不要身家性命，一心一意為國家來奮鬥。「團結精神」的根源，就是「親愛精誠」的校訓，凡屬革命軍人，不但事業是整個的，榮辱是整個的，而其生命、歷史都是整個的，所以同學之間不僅是要義共患難，而且是志同生死。而「負責精神」，就是今日的黨歌和國歌，那就是黃埔同學對於實現主義，對於保衛民國，對於領導人民的責任。革命軍人的責任，就是「以建民國，為民前鋒」、「夙夜匪懈，主義是從」的責任，是為總理、為主義、為革命，而負責、團結與犧牲。黃埔還有一套嚴格的榮譽規約。由於黃埔精神的建立，「黃埔系」在東征、北伐和八年抗戰扮演舉足輕重角色，對中國近代歷史產生了較大影響。。

## 反中共「統戰」
1984年6月18日，中華民國參謀總長郝柏村上將表示「中共大搞『統戰』成立所謂『黃埔同學會』，可笑可恥，我黃埔子弟不會上當」。9月9日，曾任黃埔軍校總教官的何應欽上將發表告黃埔同學書，斥偽黃埔軍校同學會的「統戰」陰謀。